# Banta anna
Banta anna är en fjärilsart som beskrevs av Evans 1935. Banta anna ingår i släktet Banta och familjen tjockhuvuden. Inga underarter finns listade i Catalogue of Life.